# آرتور آلدرد
آرتور آلدرد (انگلیسی: Arthur Aldred; ۲۷ اوت ۱۹۱۹ – ۲۳ مهٔ ۲۰۰۲) بازیکن فوتبال اهل بریتانیا بود.
از باشگاه‌هایی که در آن بازی کرده‌است می‌توان به باشگاه فوتبال استون ویلا و باشگاه فوتبال هرفورد یونایتد اشاره کرد.